# Station Dodworth
Dodworth is een spoorwegstation van National Rail in Dodworth, Barnsley in Engeland. Het station is eigendom van Network Rail en wordt beheerd door Northern Rail. Het station is geopend in 1989.